# Abecásia
A Abecásia, Abcásia, Abecázia, Abcázia, ou ainda Abkházia (em abcázio:  Аҧсны, transl. Aṗsny; em georgiano: აფხაზეთი, transl. Apkhazeti; em russo:  Абхазия, transl. Abkhazia) se refere a uma região no sul do Cáucaso, e a um estado parcialmente reconhecido desde o fim da guerra de 1992-1993, que arruinou a economia local e matou milhares de civis. Em grande medida, a Abecásia permanece de facto independente da Geórgia e mantém o controle de grande parte do seu território, embora seja reconhecida internacionalmente apenas pela Rússia, pela Venezuela, pela Nicarágua, por Nauru e pela Síria. Sua capital é Sucumi.
O status da Abecásia é uma questão central do seu conflito com a Geórgia. Toda a região fazia parte da União Soviética até 1991. Com o colapso da União Soviética no final da década de 1980, cresceram as tensões étnicas entre georgianos e abecásios, que pretendiam a independência da região. Isto levou à guerra de 1992-1993 na Abecásia, resultando em derrota militar georgiana, independência de facto da Abecásia, fuga em massa dos georgianos e limpeza étnica da população georgiana na região.
Apesar do acordo de cessar-fogo de 1994 e de anos de negociações, a disputa com relação ao status da Abcásia permaneceu sem solução. Apesar da presença a longo prazo de uma força de acompanhamento das Nações Unidas e de uma operação de paz da Comunidade dos Estados Independentes (CEI), coordenada pela Rússia, o conflito voltou a deflagrar em várias ocasiões. Em agosto de 2008, os dois lados novamente se enfrentaram durante a Guerra Russo-Georgiana, que foi seguida pelo reconhecimento formal da Abecásia e da Ossétia do Sul pela Rússia, a anulação do acordo de cessar-fogo de 1994 e o término das missões da ONU e da CEI.
Em 25 de fevereiro de 2022, devido a recentes conflitos entre Rússia e Ucrânia que culminaram no reconhecimento das regiões de Donetsk e Lugansk como repúblicas pela Rússia, o governo da Abecásia emitiu uma nota também reconhecendo ambas as regiões como países, mesmo em meio a protestos contra a independência destas regiões em toda a República da Geórgia por populares (da qual há uma luta por reconhecimento abecásio ativa).

## Etimologia
Os abecásios chamam sua terra natal de Аҧсны (Apsny), que popularmente significa "uma terra/país da alma", mas literalmente significa "um país de mortais (seres mortais)". Possivelmente, o nome apareceu pela primeira vez no século VII, em um texto armênio como Psin (onça), talvez se referindo aos apsílios históricos. O Estado é formalmente designado como "República da Abecásia" ou "Apsny".
O nome do país em língua russa é Абхазия (Abkhazia), sendo uma adaptação do georgiano აფხაზეთი (Apkhazeti). Em mingreliano — uma língua falada por georgianos de origem mingrélia — a Abecásia é conhecida como აბჟუა Abjua ou სააფხაზო (saapjazo). Os nomes da Abecásia, nas línguas ocidentais, derivam diretamente de sua forma no idioma russo: Abkhazie em francês; Abchasien em alemão; Abchazië em holandês; Abcasia em italiano; Abkhazia em inglês; Abecásia em português e Abjasia em espanhol.

## História
Estima-se que as primeiras povoações da Abecásia remontem ao quarto milênio a.C.. Essas primeiras tribos, de origem ariana (conhecidas pelos arqueólogos como "proto-cartvélios"), teriam chegado à região durante o período Neolítico da Pré-História, assentando-se às margens do mar Negro junto a outras linhagens, que posteriormente evoluiriam até converter-se nos apsuas, chechenos, daguestanis, armênios e arameus.
Desde o segundo milênio a.C. a região foi assolada por invasões de povos provenientes das estepes da Ásia Central, como os hititas, celtas, medos e persas. Durante estes anos, os proto-cartevélios se dividiram três grupos étnicos bem diferenciados: os suanos, os zans e os cartevélios orientais. Enquanto os suanos permaneceram na Abecásia, os cartevélios se assentaram no centro da atual Geórgia, enquanto os zans se distribuíram na província de Mingrélia e ao longo das costas do mar Negro, até às imediações da Turquia.

### Reino da Cólquida
Entre os séculos IX e VI a.C., foi instaurado na região o reino da Cólquida, que anexou grande parte das zonas que eram habitadas pelos suanos e zans. Sob a dominação colca, a Abecásia recebeu um grande número de imigrantes gregos, que se estabeleceram em colônias na zona costeira. Algumas das cidades fundadas foram Pítis, Dioscúrias e Fásis, correspondentes às atuais Bichvinta, Sucumi e Poti.

Desde o ano 653 a.C. os reinos caucásicos da Cólquida e da Ibéria tiveram de enfrentar diversas tentativas de invasão por parte do Império Aquemênida. O Império Macedónio de Alexandre, o Grande exerceu uma importante influência na zona do Cáucaso, embora ela nunca tenha sido incorporada a ele. Rapidamente produziu-se um surgimento da cultura helenística em território abecásio, e o grego passou a ser considerado o idioma oficial.

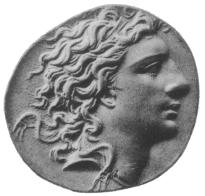
Rei Mitrídates VI Eupátor

Com o fim do império de Alexandre, a região viveu um período de caos e distúrbios. Um exemplo foi a fundação, no ano de 302 a.C., por parte de Mitrídates I, do reino do Ponto, nas costas turcas do mar Negro. No início do ano 120 a.C. o rei Mitrídates IV Eupátor iniciou a conquista da Cólquida, aliando-se com o Reino da Armênia para lutar contra o invasor romano, liderado por Pompeu, o Grande. As terras da Abecásia seriam cenário de batalhas ferozes até a queda definitiva do Ponto para os conquistadores romanos em 63 a.C..

### Lázica

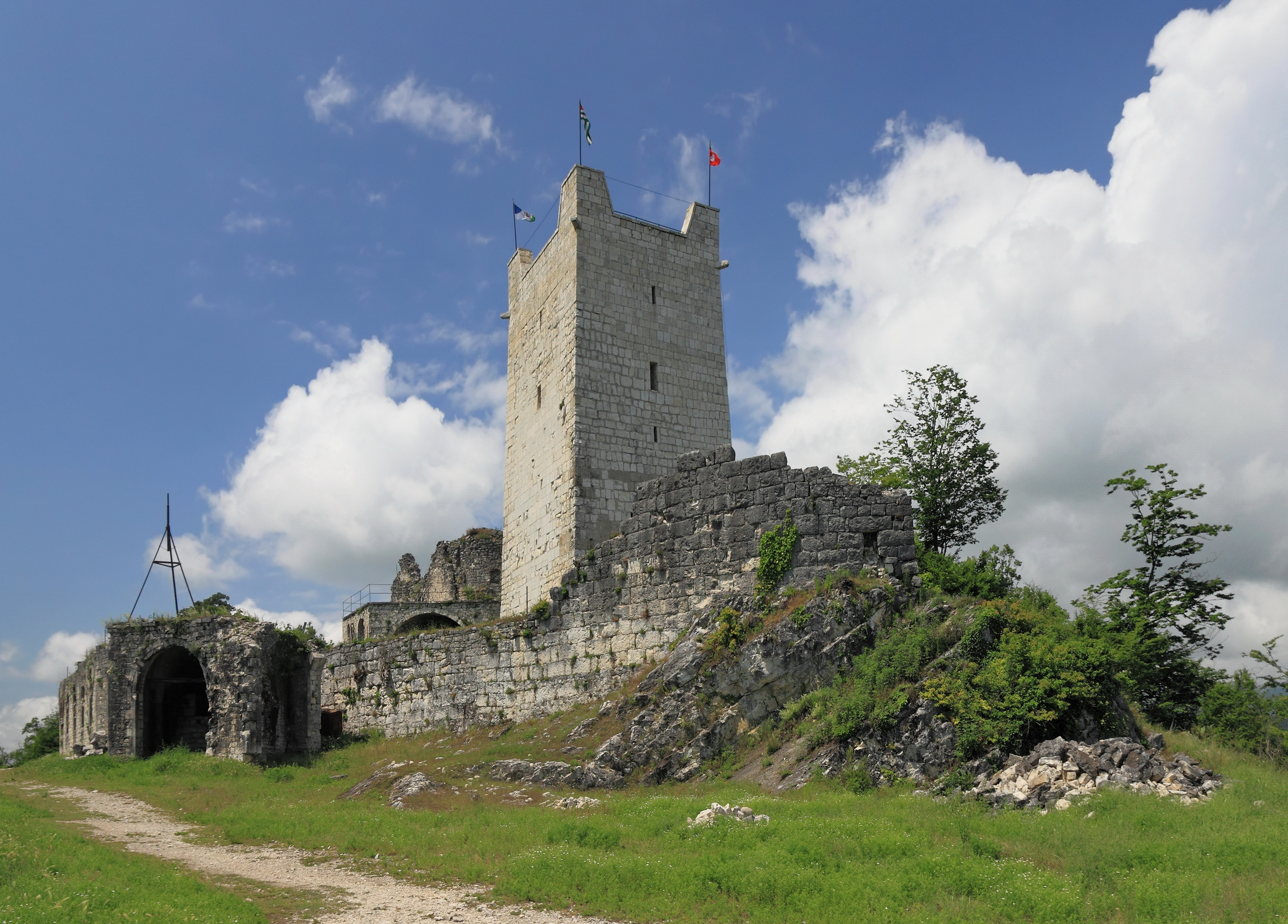
Ruínas de antigo castelo em Anacópia, capital abecásia durante a época bizantina.

O devastado reino da Cólquida caiu então sob a dominação romana, convertendo-se na província de Lázica. O processo de helenização que havia começado desde a chegada de Alexandre, o Grande, foi aprofundado durante estes anos. Apesar da luta ferrenha entre romanos e partos pelo controle da região, a Lázica se manteve florescente e em relativa paz, a despeito de algumas incursões militares dos partos desde o lado oriental.
Já como parte do Império Romano do Oriente, no século III, a Lázica começou a obter certo grau de autonomia, que levou ao estabelecimento de um reino independente, composto pelos principados de Zans, suanos, apsílios e Sanigues. A expansão do cristianismo durante estes anos foi importantíssima; a religião havia chegado ao território abecásio com as viagens missionários do apóstolo Simão, o Cananeu, que fora martirizado nas serras próximas à cidade de Suaniri. No ano de 523 o cristianismo ortodoxo foi declarado a religião oficial do país, e São Jorge foi designado seu padroeiro.
Depois de vários anos de autogoverno, a Abecásia foi reincorporada ao Império Bizantino na Guerra Lázica em 562, e viveu um período de relativa paz e prosperidade durante mais de 150 anos.
Foi um reino independente entre 786 e 1008, o Reino da Abecásia. Depois fez parte do Reino da Geórgia até ser incorporada ao Império Otomano no século XVI. Em 1810 tornou-se um protetorado russo, sendo formalmente anexada em 1864. Proclamou a sua independência em 8 de março de 1918, mas foi anexada à República Socialista Soviética da Geórgia em 19 de abril daquele ano. Em 1921 tornou-se uma República Socialista Soviética autônoma, como parte da República Socialista Soviética da Geórgia.
Após a dissolução da União Soviética, um movimento separatista na região levou à declaração de independência da Geórgia em 1992, e ao conflito georgiano-abecásio de 1992 a 1993, o qual resultou na derrota militar da Geórgia e ao êxodo em massa, e da limpeza étnica da população georgiana da Abecásia.[carece de fontes?] Apesar do acordo de cessar-fogo de 1994 e das operações de manutenção de paz lideradas pela ONU e nomeadamente pela Rússia, a disputa de soberania não foi ainda resolvida e a região permanece dividida entre as duas autoridades rivais. 83% do território abecásio é governado pelo governo separatista, apoiado pela Rússia, e 17% pelo governo da República Autónoma da Abecásia, reconhecido pela Geórgia, sediado no vale de Kodori, parte da Alta Abecásia controlada pela Geórgia. Esta disputa mantém-se como fonte de séria tensão nas relações entre a Geórgia e a Rússia.
Em 26 de agosto de 2008, o presidente russo, Dmitri Medvedev, anunciou que a Rússia reconhecia a independência das regiões separatistas georgianas da Ossétia do Sul e da Abecásia e pediu que outros Estados seguissem seu exemplo e façam o mesmo. A decisão foi fortemente criticada pelos Estados Unidos e pela OTAN.

### Reconhecimento internacional
A Abecásia foi um Estado não reconhecido na maior parte de sua história. A lista a seguir mostra os países e entidades políticas que reconhecem formalmente a Abecásia.
Estados parcialmente reconhecidos que reconhecem a independência da Abecásia
- Ossétia do Sul - A Ossétia do Sul reconhece a Abecásia desde 2006.[23]

Estados não reconhecidos que reconhecem a independência da Abecásia
- Transnístria - Reconhece a independência da Abecásia desde 2006.[23]
- Artsaque - Reconhece a independência da Abecásia.[24]

Estados reconhecidos e membros da ONU que reconhecem a independência da Abecásia
- Rússia - A Rússia reconheceu a Abecásia após a Guerra na Ossétia do Sul em 2008.[25]
- Nicarágua - Juntamente com a Rússia, a Nicarágua reconheceu a Abecásia em 3 de setembro de 2008.[25]
- Venezuela - O reconhecimento da Venezuela à Abecásia ocorreu em 10 de setembro de 2009.[26]
- Nauru - Em 15 de dezembro de 2009, Nauru reconheceu a independência da região.
- Vanuatu - Vanuatu reconheceu a Abecásia em 31 de maio de 2011. O reconhecimento foi posteriormente negado pelo embaixador de Vanuatu na Organização das Nações Unidas (ONU) em 3 de junho de 2011.[27] Mais tarde, a capital do país, Port Vila inequivocamente confirmou o reconhecimento da Abecásia.[28] Alguns meios de comunicação foram capazes de obter uma cópia do documento de reconhecimento e imprimi-lo como uma prova. O documento foi datado de 23 de maio de 2011 e assinado por primeiros-ministros de ambos os estados. No entanto, em 20 de junho de 2011, um recém-nomeado primeiro-ministro oficial de Vanuatu retirou a declaração anterior em matéria de reconhecimento da Abecásia e está a tentar estabelecer relações diplomáticas com a Geórgia novamente.[29]
- Síria - Em 29 de maio de 2018, o governo de Bashar al-Assad reconheceu a independência da região.[16]

## Geografia

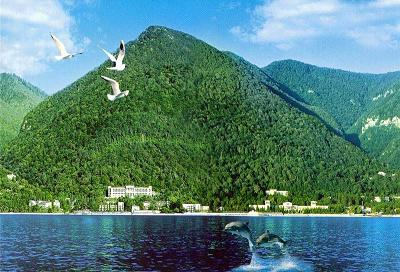
Gagra vista do mar Negro.

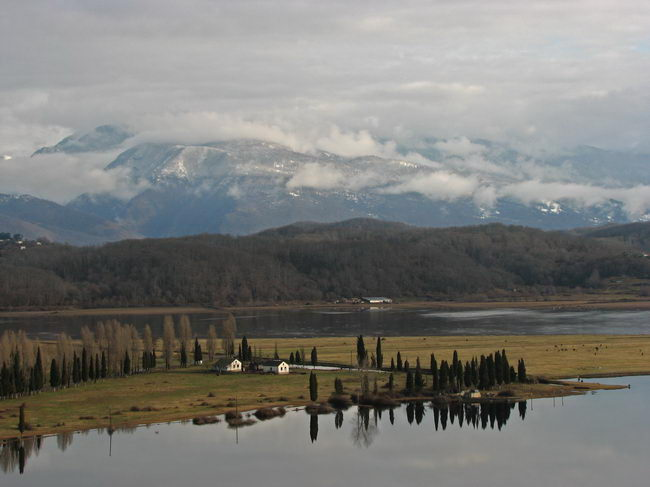
Cáucaso abecásio.

A Abecásia se localiza no Cáucaso, entre a Ásia e a Europa. É uma região coberta por montanhas, cujas costas são banhadas pelo mar Negro. De seus 8,7 mil km² de extensão, cerca de 75% correspondem a zonas montanhosas, especialmente na zona oriental, próxima à Suanécia, onde algumas montanhas ultrapassam os 4 mil metros de altitude. Os diferentes "braços" que se desprendem da cordilheira principal do Cáucaso formam profundos vales, cruzados por trechos de leitos fluviais pequenos, porém importantes. Um destes é o lago Ritsa, ao norte de Gagra, considerado um dos lagos montanhosos mais belos do mundo. Neste ambiente encontra-se também a caverna mais profunda da Terra, a Krubera-Voronya, situada no maciço de Arabika, que chega a uma profundidade de 2.160 metros abaixo do nível do mar.
Grande parte do território da Abecásia (cerca de 70%) está coberto por bosques de carvalhos, faias e amieiros. No intervalo de altitude que vai do nível do mar até os 600 metros, a região é rica em bosques caducifólios. Acima deste nível, e até 1,8 mil metros de altura, proliferam diversas espécies de coníferas, incluindo algumas das árvores mais altas da Europa, como abetos que superam os 70 metros. Já entre 1,8 mil e 2,9 mil metros de altitude, encontram-se planícies com características alpinas, e, finalmente, acima disto, se estendem as neves eternas da cordilheira, e os glaciares.
A Abecásia goza de um clima subtropical temperado, devido ao efeito regulador do mar Negro e ao "biombo climático" formado pelo Cáucaso, que evita a entrada dos ventos frios boreais. A média anual de temperaturas alcança os 15 °C, com mínimas de 4 °C no inverno (em janeiro) e máximas de 23 °C no verão (em julho). As precipitações oscilam entre os 1,1 mil e 1,50 mil milímetros de chuva anuais, e a umidade do ar é relativamente baixa. Acima dos mil metros acima do nível do mar, a amplitude térmica aumenta, e se produzem invernos e verões mais duros, formando um clima de características continentais. Acima dos 2 mil metros de altitude prevalece o clima de montanha, e as temperaturas baixam consideravelmente. Nas regiões do interior as precipitações aumentam, podendo chegar a 3,5 mil milímetros anuais nas zonas montanhosas. A neve pode se acumular até ultrapassar os cinco metros de altura, em certas regiões mais próximas ao Cáucaso; as avalanches representam um perigo latente nos poucos centros habitados destas regiões.
Devido ao seu clima agradável e suas belas paisagens, parte deste território foi um local de grande afluência turística; desenvolveu-se também a agricultura, principalmente com o cultivo de chá, tabaco e diversas frutas, além de vinhedos.

## Subdivisões da Abecásia
Na era soviética, a RSS da Abecásia estava dividida em 6 raions (distritos) nomeados pelos nomes das respectivas capitais.
As divisões administrativas da República da Abecásia continuaram as mesmas, com uma exceção: em 1995 o distrito de Tquarchal foi criada em torno da cidade de Tkvarcheli, criado a partir de território dos "raions" de Ochamchira e Gali.
O governo da Geórgia, que reivindica a Abecásia como uma região autônoma, mas que não tem controle efetivo sobre o território, não mudou as divisões soviéticas.

### Distritos da Abecásia

Distritos da Abecásia

- (1) Gagra
- (2) Gudauta
- (3) Sucumi
- (4) Gulripshi
- (5) Ochamchire
- (6) Tkvarcheli
- (7) Gali

### Cidades da Abecásia

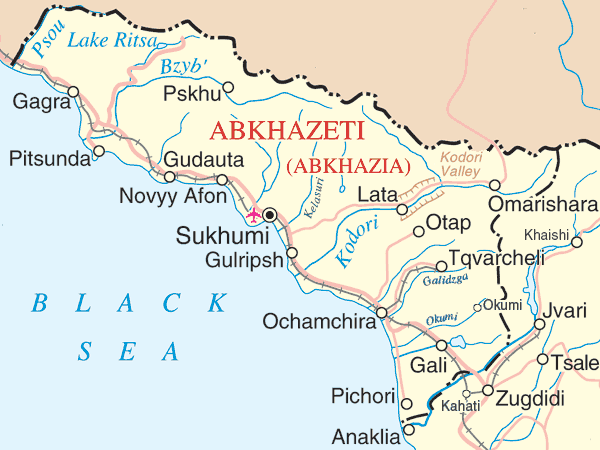
Mapa da Abecásia

- Gagra
- Gali
- Gudauta
- Nova Athos
- Ochamchire
- Bichvinta
- Sucumi
- Tkvarcheli

## Economia

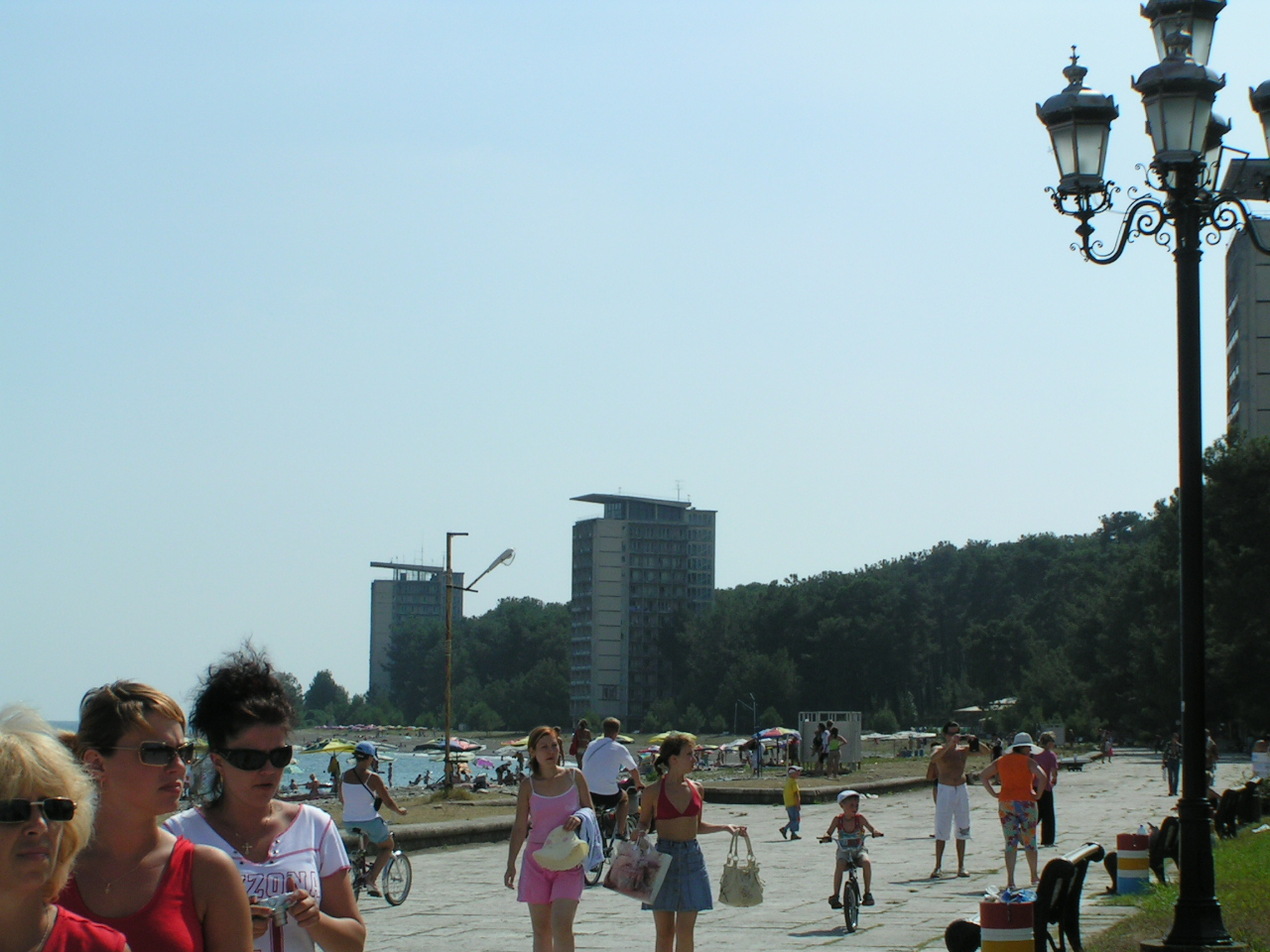
Bichvinta é um dos principais centros turísticos do país.

Tradicionalmente, a agricultura tem sido a atividade econômica mais importante da Abecásia, tendo como produtos mais representativos: frutas cítricas, tabaco, chá e uva. Não obstante, a limitada área de terras aptas para trabalhos agrícolas impôs um limite proibitivo ao desenvolvimento do setor. A produção industrial se concentra na carne, e o ramo das madeireiras. Em tempos de paz, a área de serviços dinamiza a economia com os ingressos derivados do turismo, destacando-se as atividades de empreendimentos recreativos instalados na costa. A Abecásia se comunica com a Rússia e com o resto da Caucásia por rodovias e ferrovias, e a capital tem um importante aeroporto.
A economia desta república se encontra em uma difícil situação. Nos últimos anos, com o apoio da Rússia, melhorou a qualidade de vida de seus habitantes. Durante seus anos de independência de facto, a Abecásia teve que enfrentar o caos econômico deixado pelo colapso da União Soviética e, mais tarde, da guerra contra a Geórgia, e a crise humanitária posterior. A isto se soma o embargo que está submetida, e que é quebrado apenas pela Federação Russa. Como forma de superar a crise, o governo tem tratado de fomentar a inversão estrangeira, promovendo o neoliberalismo e solicitando diversos empréstimos a bancos russos. De acordo com um informe do Programa das Nações Unidas para o Desenvolvimento, realizado em abril de 2004, o produto interno bruto da Abecásia havia caído entre 80% e 90% nos últimos 15 anos, e a taxa de desemprego alcançava 90%.
A moeda utilizada de facto é o rublo russo. O dólar norte-americano pode ser trocado nos bancos de Sukumi, Gagra, Gali e Gudauta. O lari, moeda da Geórgia, está fora de circulação.